# Vườn quốc gia Majella
Vườn quốc gia Majella (tiếng Ý: Parco Nazionale della Majella) là một vườn quốc gia ở các tỉnh Chieti và Pescara thuộc vùng Abruzzo, Ý. Vườn quốc gia bảo vệ khu vực tự nhiên quanh khối núi Maiella với đỉnh cao nhất Monte Amaro tại 2.793 mét. Với diện tích 740,95 km², vườn quốc gia là một trong những khu vực có hệ sinh thái Appennini được bảo tồn tốt nhất.

## Điểm tham quan
Vườn quốc gia này có khoảng 500 km đường mòn đi bộ xuyên qua các ngọn núi, các bức tranh hang động ở hang Sant'Angelo hay Cavallone, một trong những hang động sâu nhất ở châu Âu mở cửa cho công chúng), và các trung tâm du khách sau:
- Trung tâm du khách Maurizio Locati, Colle Madonna, Lama dei Peligni, nơi có thể chiêm ngưỡng loài Sơn dương Chamois vùng Pyrénées, địa điểm khảo cổ và vườn bách thảo Majella
- Bảo tàng tự nhiên tại Fara San Martino.
- Trung tâm du khách Paolo Barrasso tại Caramanico Terme với kiến tạo địa chất và hóa thạch được phát hiện tại Majella và các hiện vật khảo cổ học thời kỳ đồ đã cũ cho đến La Mã.
- Vườn bách thảo Daniela Brescia tại Sant'Eufemia a Maiella